# Raketový sport

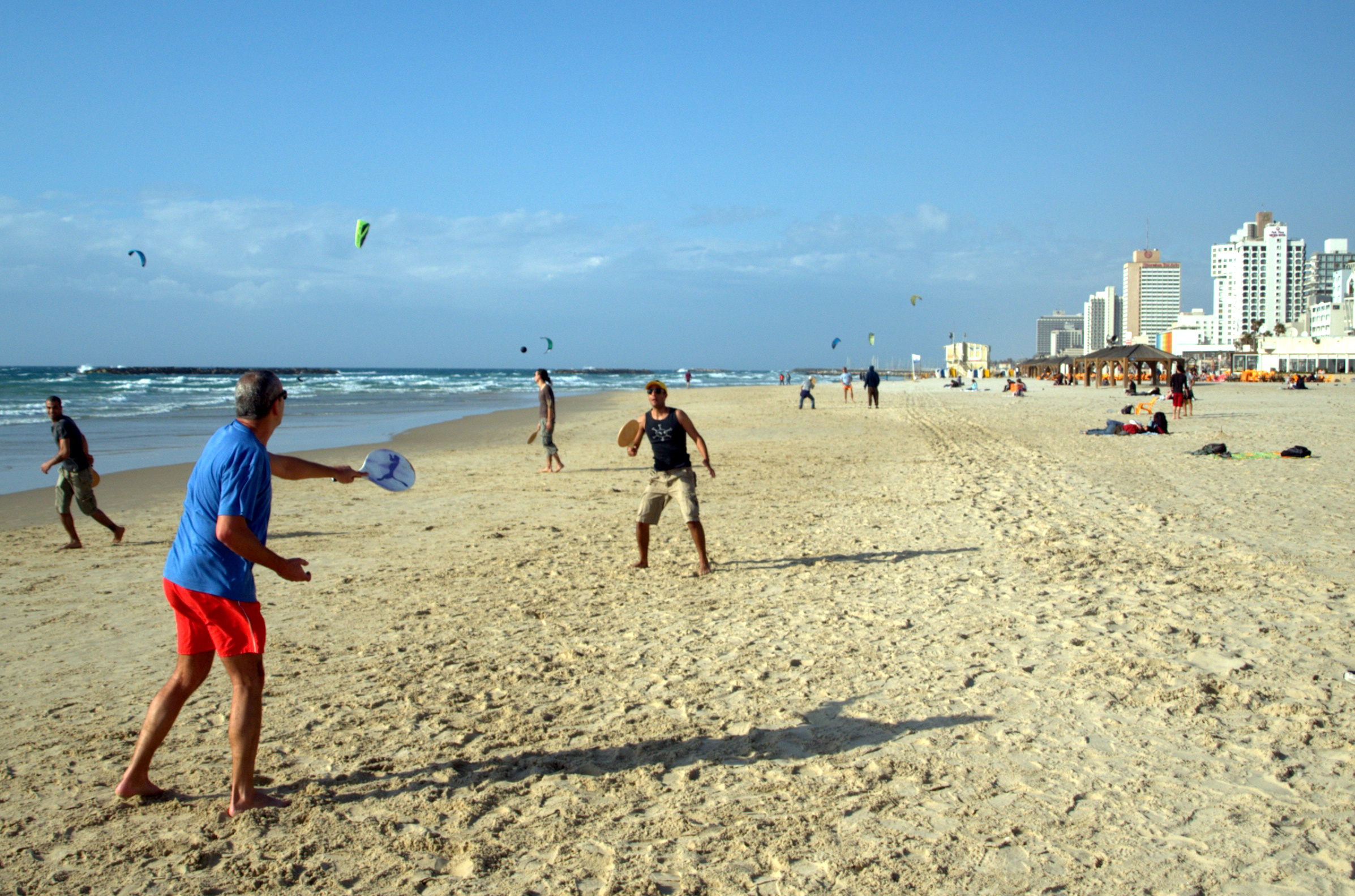
Plážoví tenisté na pláži v Tel Avivu, Izrael.

Raketové sporty jsou podskupinou míčových her. Hrají se míčkem odpalovaným raketami a některými pálkami. Lze je definovat jako typ hry, kde hráči proti sobě tam a zpět odpalují míčky, buď přímo jako u tenisu, nebo nepřímo jako u squashe.

## Sporty používající raketu s výpletem
Rakety se skládají z pevného rámu s rukojetí. Na rámu je upevněn výplet, tvořený zpravidla napnutými strunami (původně užívaná zvířecí střívka byla nahrazena umělými materiály jako je např. nylon):
- badminton
- crossminton
- raketbal
- ricochet
- squash
- tenis

## Sporty používající pálku
Pálka, která má místo výpletu pevnou plochu s vhodným povrchem, případně má jiný tvar nebo je místo napnutého výpletu síťka:
- padel
- pelota (raketa ve tvaru proutěného košíku)
- plážový tenis
- stolní tenis